# 国立博物館 (ニューデリー)

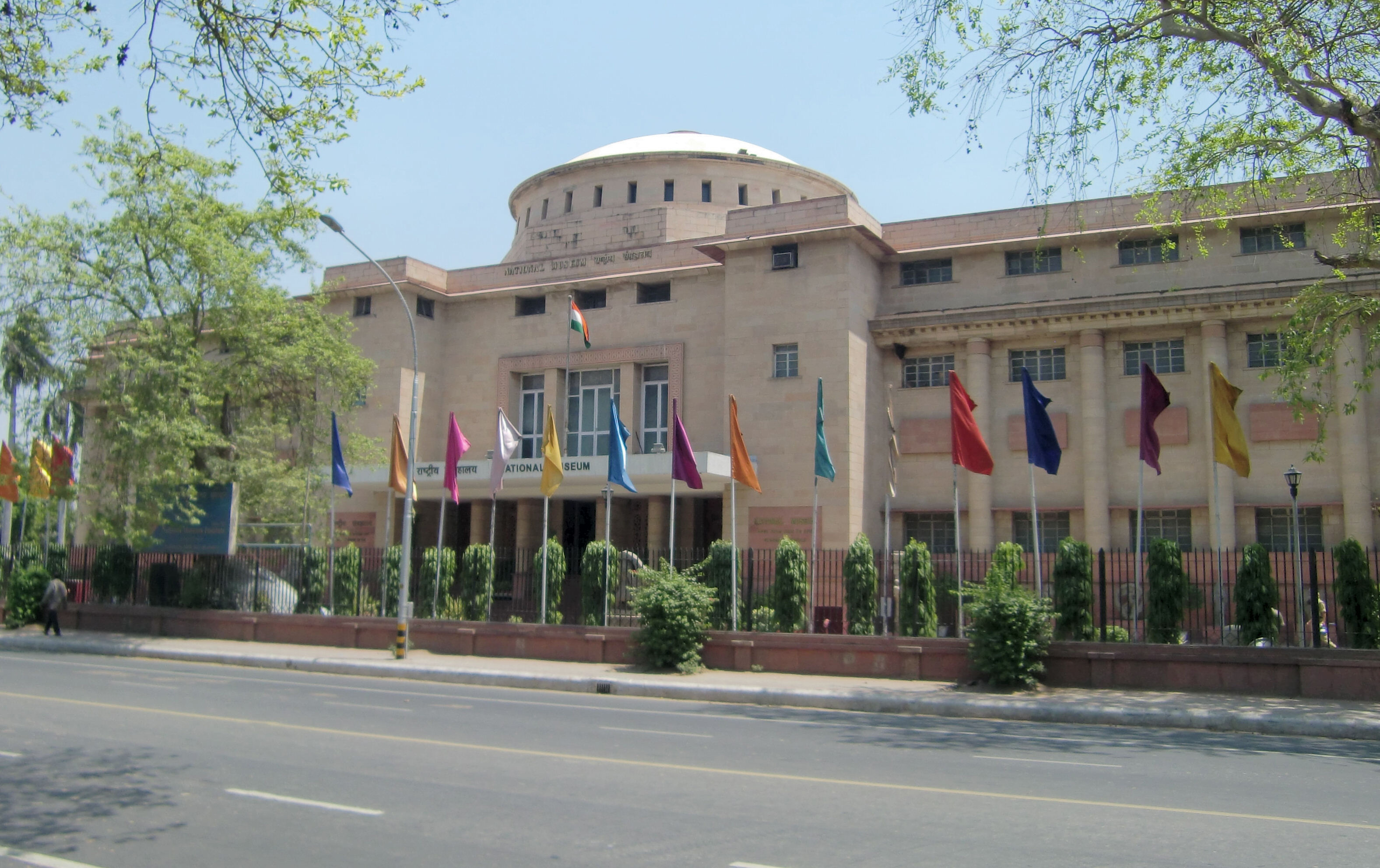
ジャンパト通りから臨む国立博物館

国立博物館（こくりつはくぶつかん）は、20万点以上のコレクション（NATIONAL MUSEUM パンフレットより）を所蔵するインドの国立博物館である。ニューデリーの中心部、大統領官邸とインド門を東西に繋ぐ幅広いラージパト通りと、コンノートプレイスから南下するジャンパト通りの交差点の南東側にある。

## 概要
国立博物館は、インド独立の日からちょうど二年後の1949年8月15日に、現在地に程近い大統領官邸の一角を暫定的に間借りする形で創立された。現在の3階建ての建物は、当初より博物館の館舎として建造されたもので、1960年12月18日に一般公開が開始された。主に紀元前3000年頃のインダス文明から現在に至るインドの絵画・美術品・工芸品・文書を収蔵しているほか、インド海軍に関する展示や、中央アジアの出土品、西洋美術、ラテンアメリカ先住民に関するコレクションを展示している。

## 主な展示物

### インダス文明
紀元前3000年頃から前1500年ころまで、インダス川流域に栄えたインダス文明の遺跡から出土した文物等を収蔵している。印章、陶器、粘土でつくられた人形、青銅器などが常時展示されている。またこの時代の墳墓のコレクションも収蔵しており、装飾品をまとったまま埋葬された人骨と副葬品が展示されることもある。

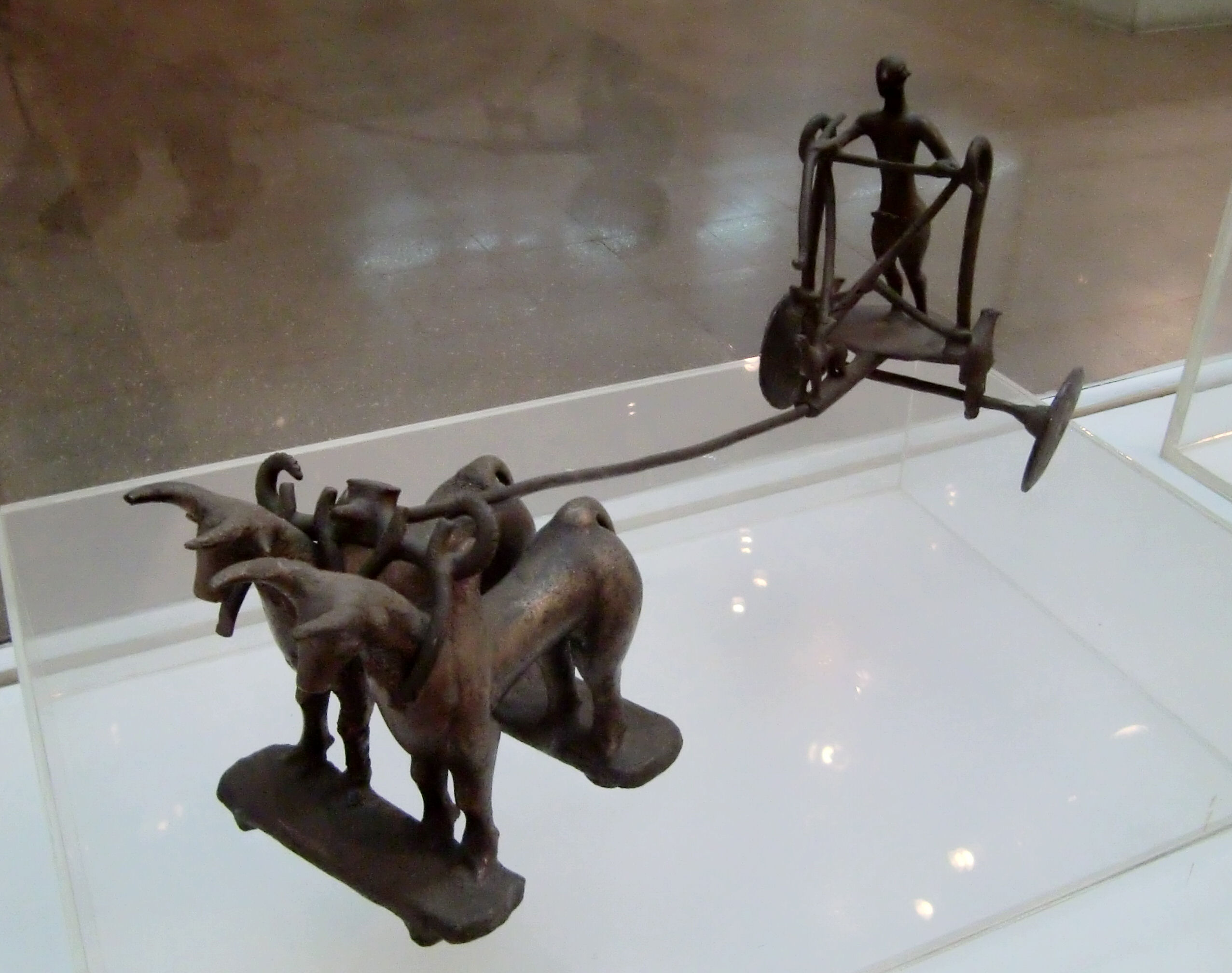
紀元前2000年頃のハラッパー文明の青銅製御者像
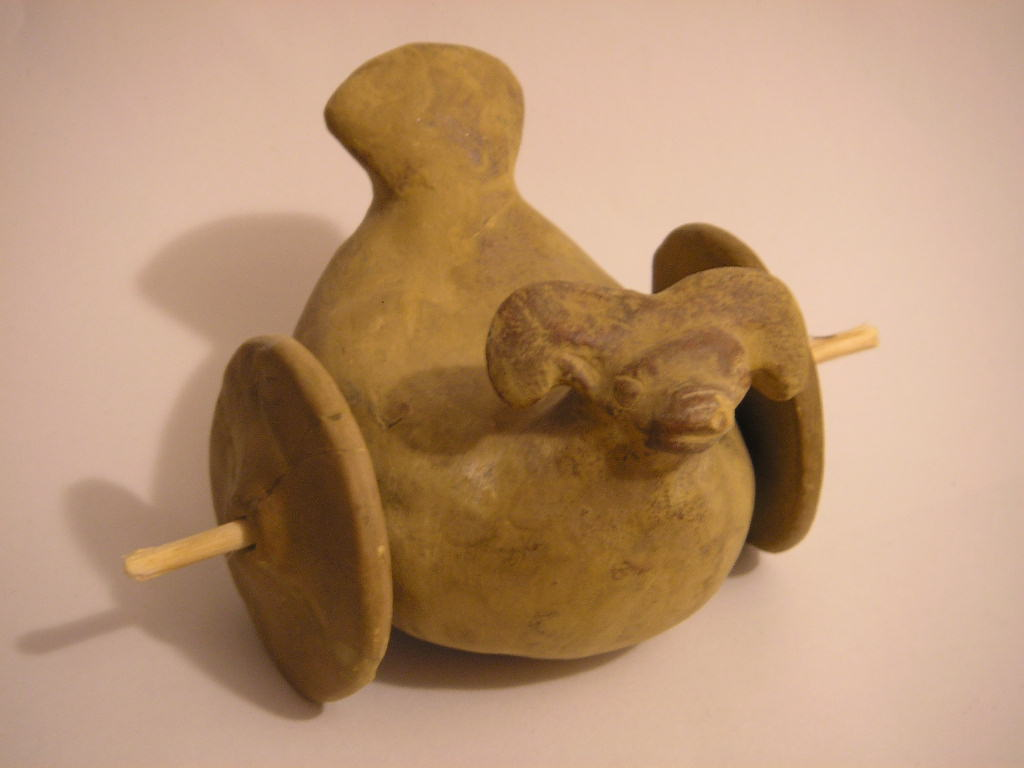
モヘンジョ・ダロ出土の子供のおもちゃ

### 仏教関連
紀元前1世紀から前2世紀にかけてのマウリヤ朝（仏教を保護したアショーカ王の王朝）や、シュンガ朝時代の仏教美術は、仏陀の像を直接表現することは禁忌とされた。例えば左下にあげたマウリヤ朝時代のレリーフでは、向かって右側に座っている聖者アシータのひざの上に赤ん坊の仏陀がいるのだが、この像ではひざの上には産着だけがあって人物としての仏陀は表現されていない。その後ギリシア文明の影響を受けたクシャーナ朝（1世紀から3世紀）に作成されたいわゆるガンダーラ仏は、ギリシア風の顔立ちをした仏像が作られるようになった。国立博物館ではこのような仏教美術の変化を直接目にすることができる。また仏陀の生誕地カピラヴァストゥから出土した二組の仏舎利が、舎利容器に納められて金色のストゥーパと一緒に展示されている。仏教徒の来訪者が、この展示物の前で真摯なお祈りを捧げている光景がよく見受けられる。

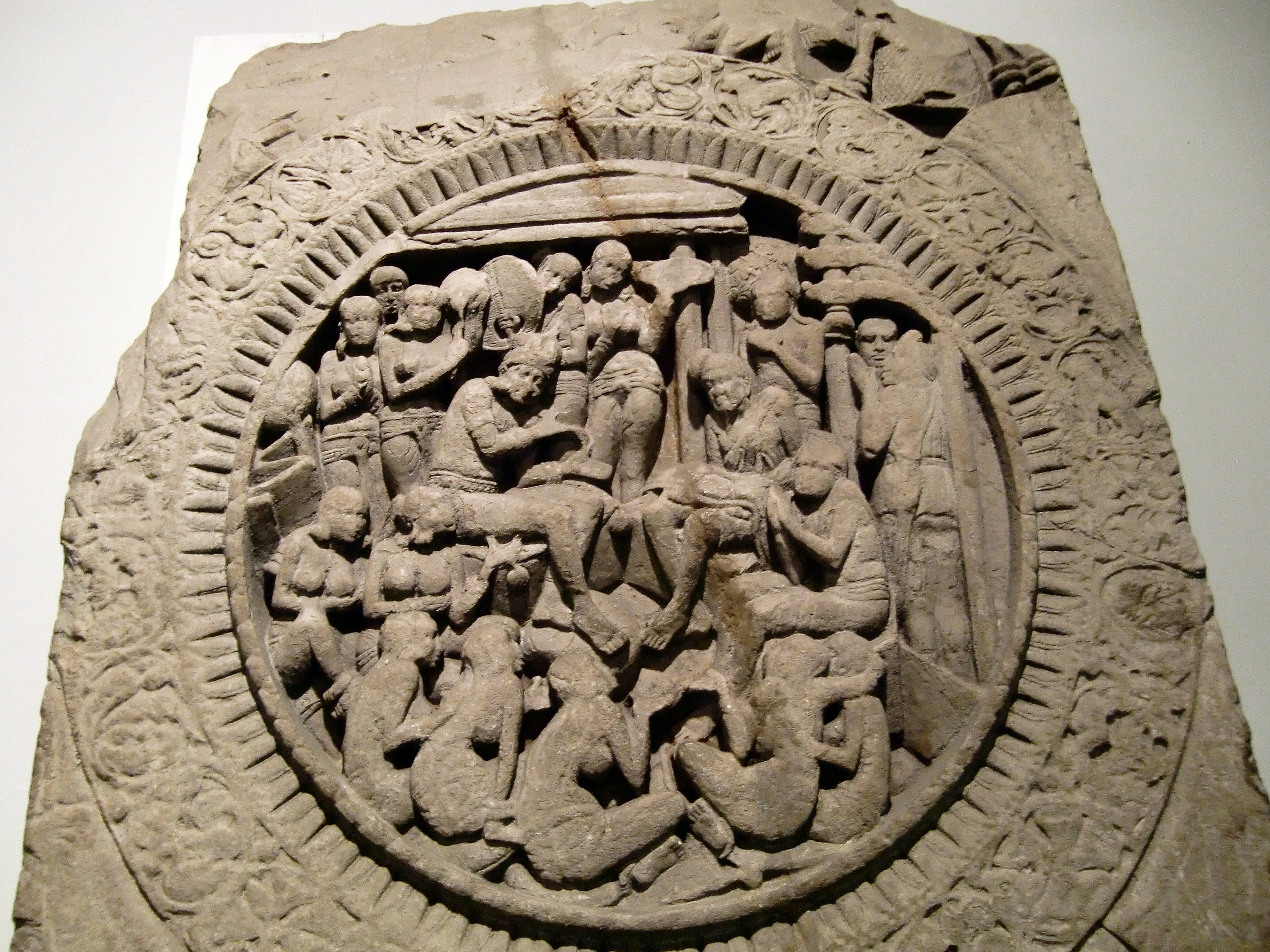
聖者アシタのひざに抱かれた幼い仏陀と父王シュッドーダナ。初期仏教の慣例で仏陀はシンボルで表されており人物の形を取っていない。紀元前1-2世紀マウリヤ朝
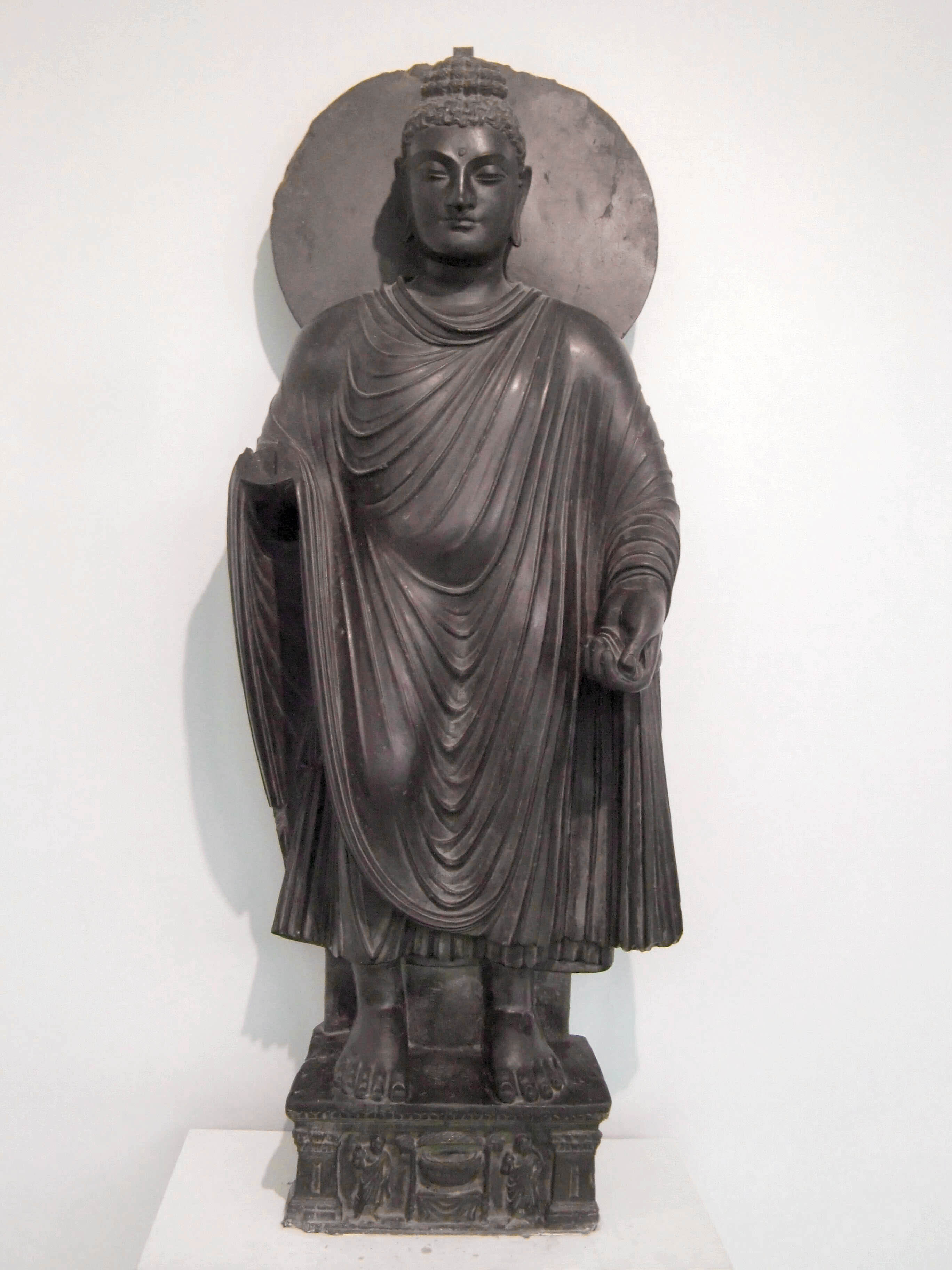
クシャーナ朝の仏像
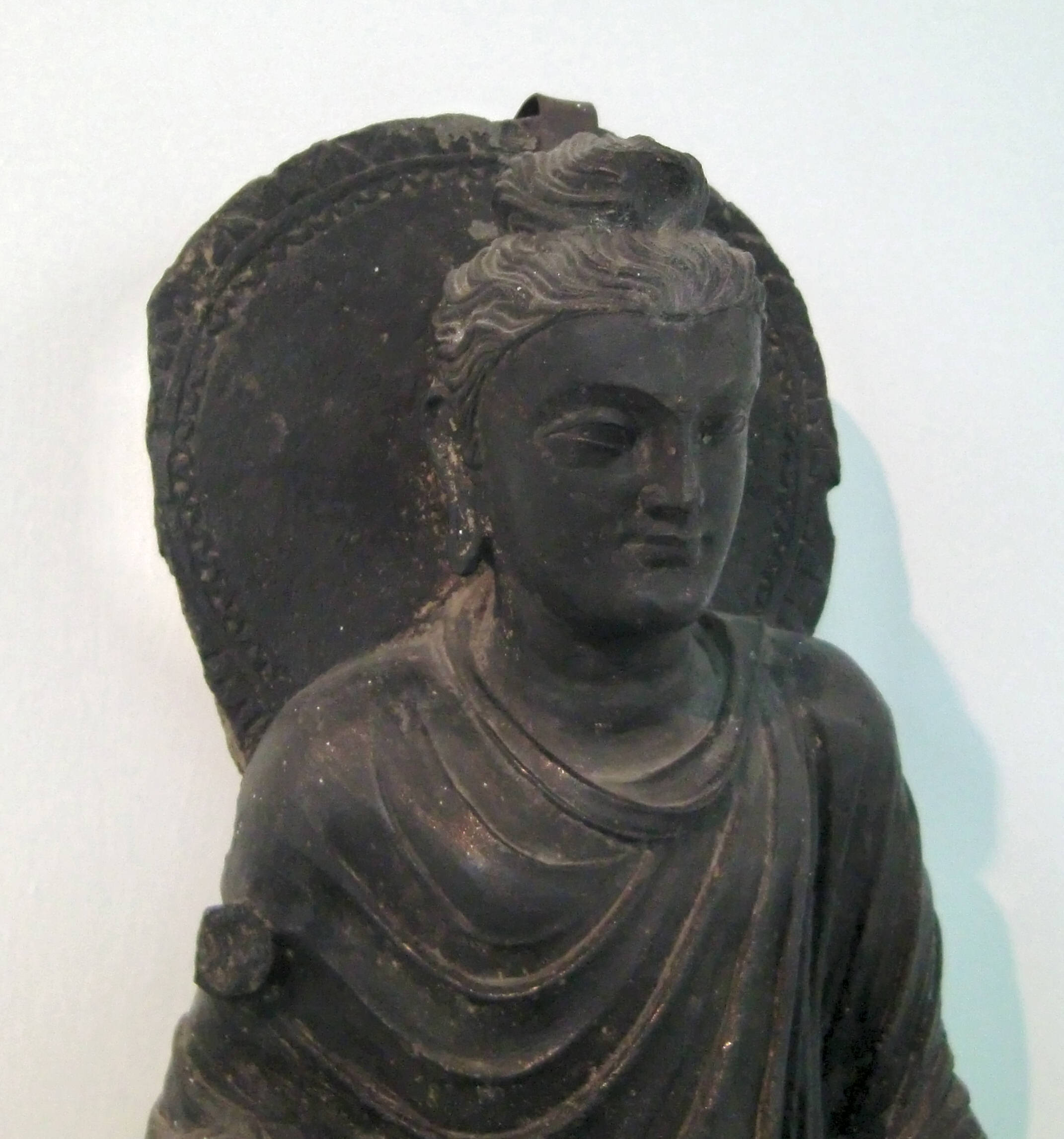
クシャーナ朝の仏像の頭部、ギリシア風の顔立ちである
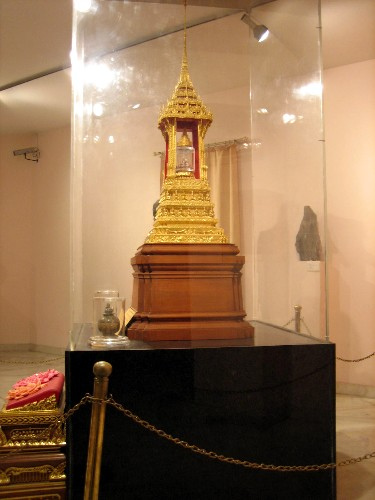
金色のストゥーパを横から見る。左下（正面側）にあるのが仏舎利容器で、左右2組が展示されている。

### ヒンドゥー教関連
インドはヒンドゥー教の本場であるため、関連の神像の展示は非常に充実している。5世紀頃栄えたグプタ朝時代に作られた素焼きの像やその流れをうけた神像群、9世紀から13世紀にかけて南インドに覇を唱えたチョーラ朝の青銅製の神像、各地各年代で制作された石造の神像や寺院の装飾など、力強く躍動感溢れる秀逸な神像が多数展示されている。

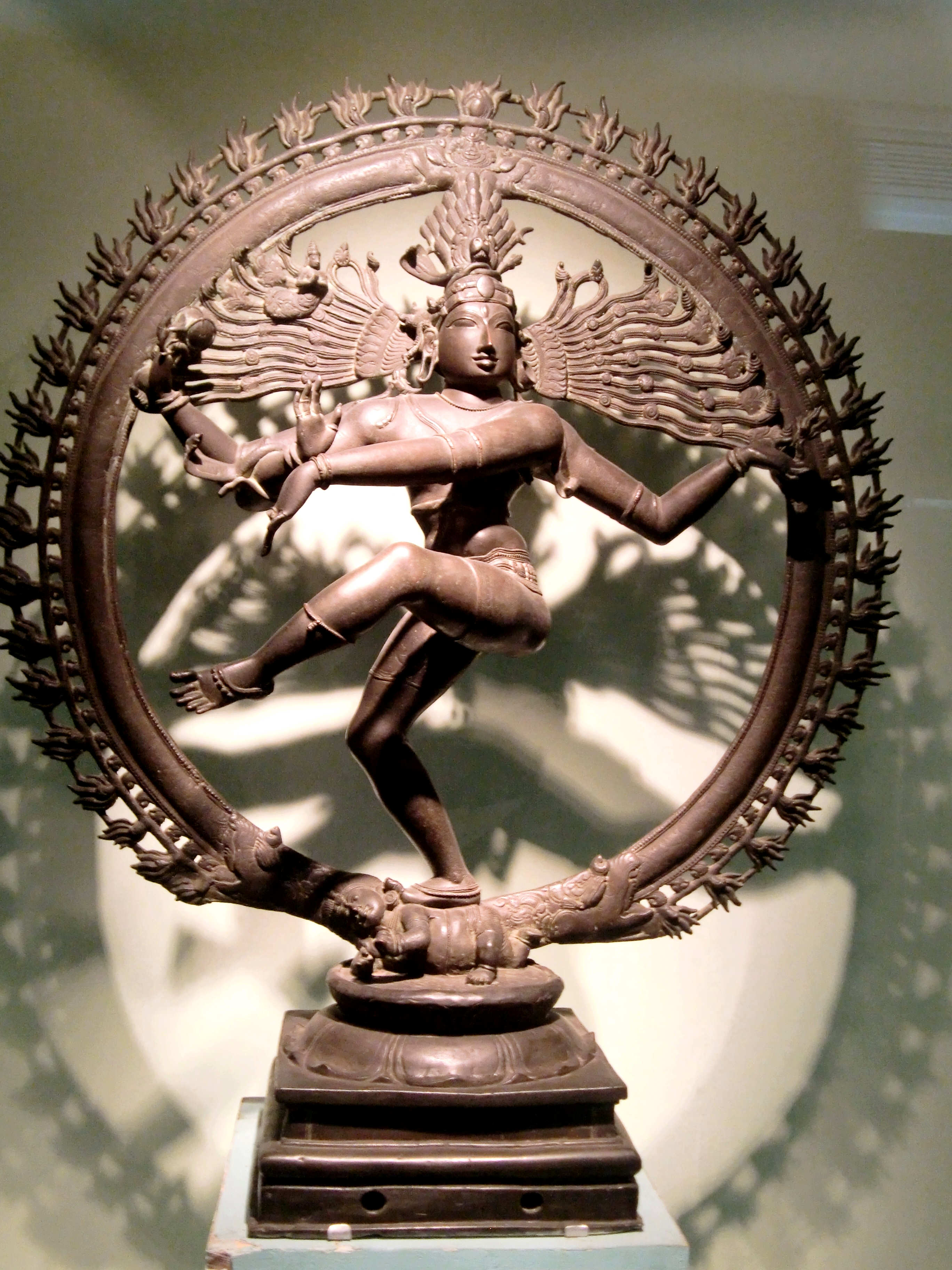
世界破壊のため踊る「舞踊の神ナタラージャ」の姿のシヴァ、12世紀チョーラ朝期、青銅製
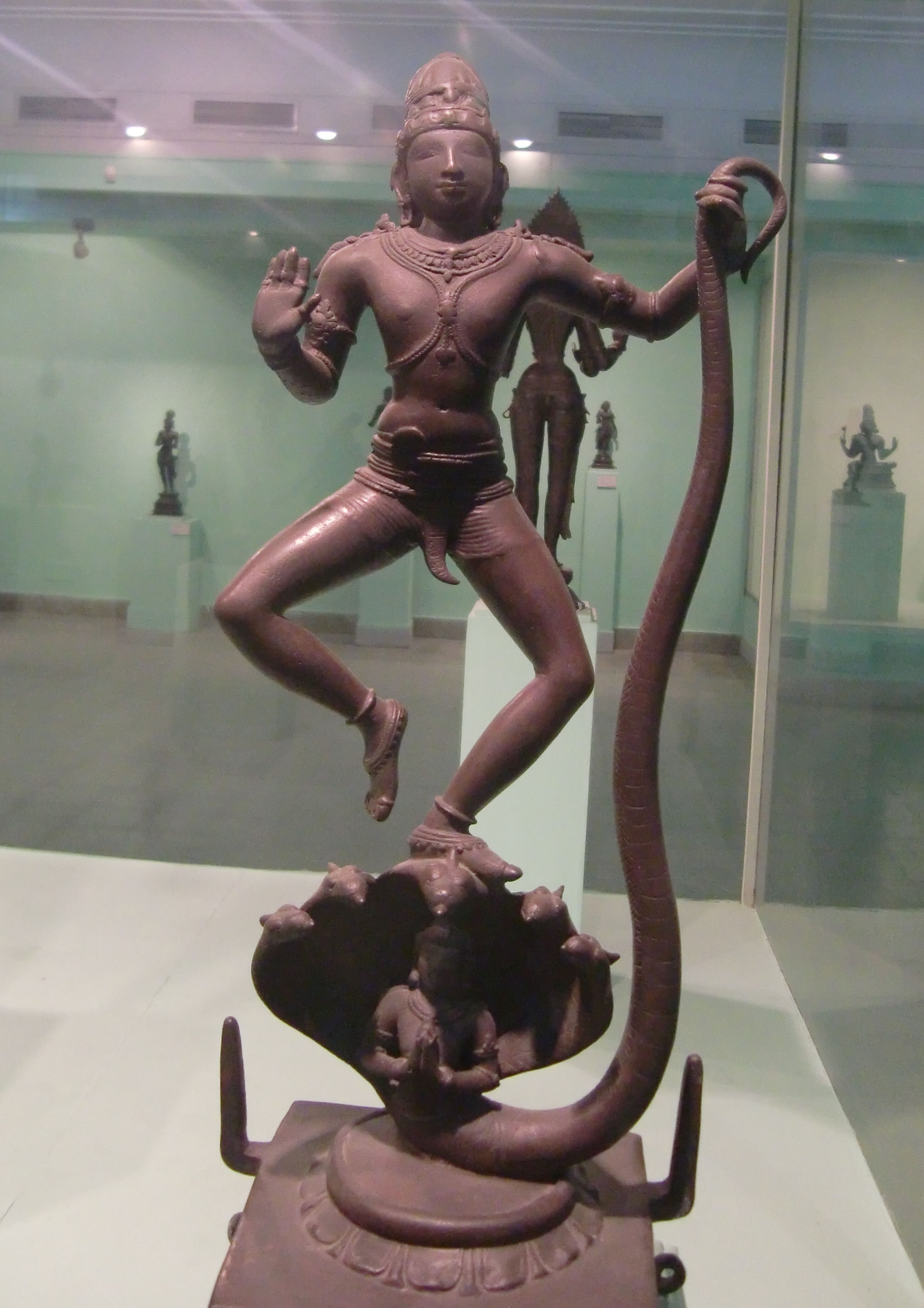
蛇王カーリヤの頭上で踊るクリシュナ 10世紀 南インド
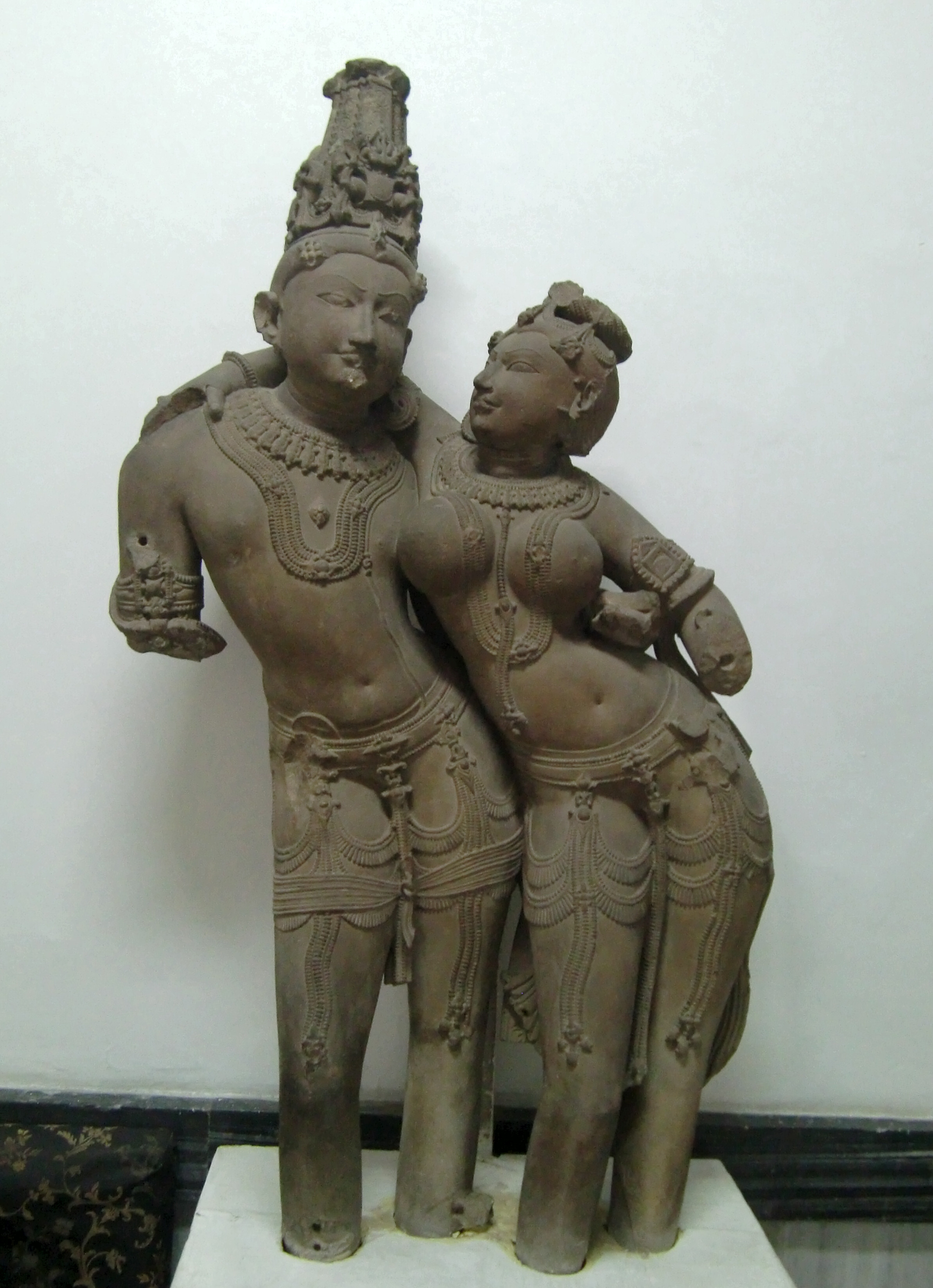
ラクシュミー女神と夫のナーラーヤナ神、11世紀の石造
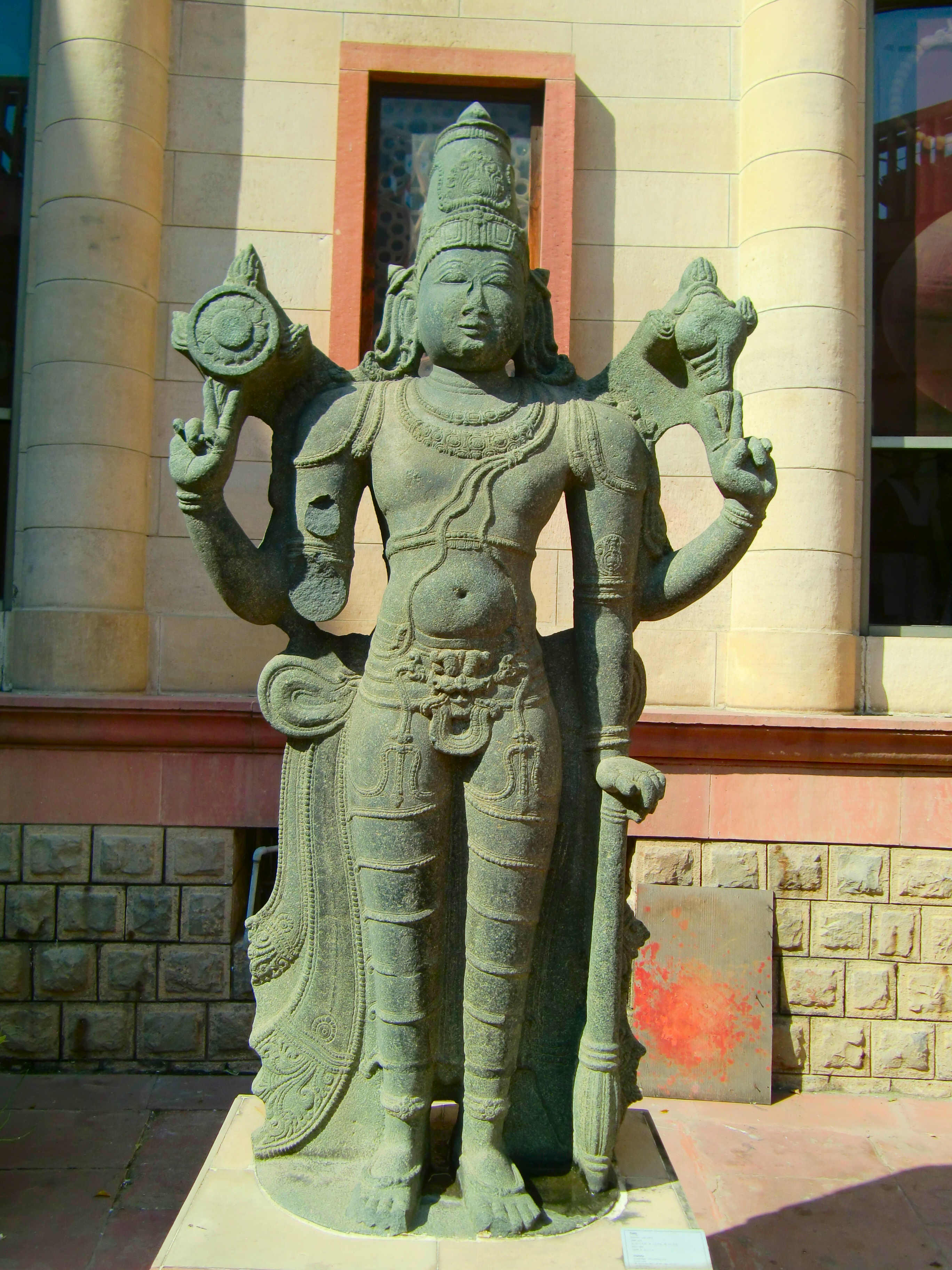
館内中庭に立つヴィシュヌ神像
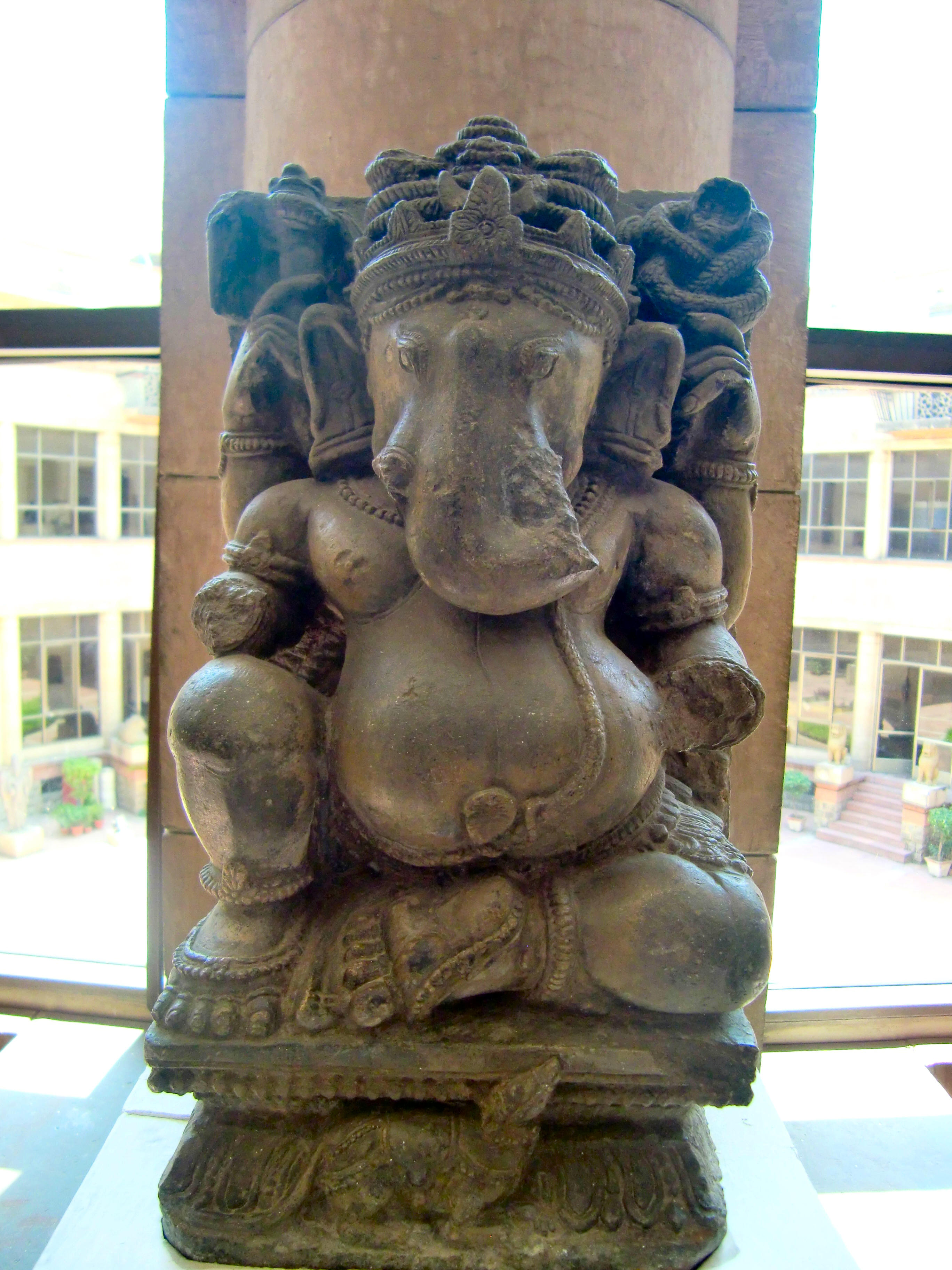
13世紀のガネーシャ石像、足元に乗り物の鼠がいる
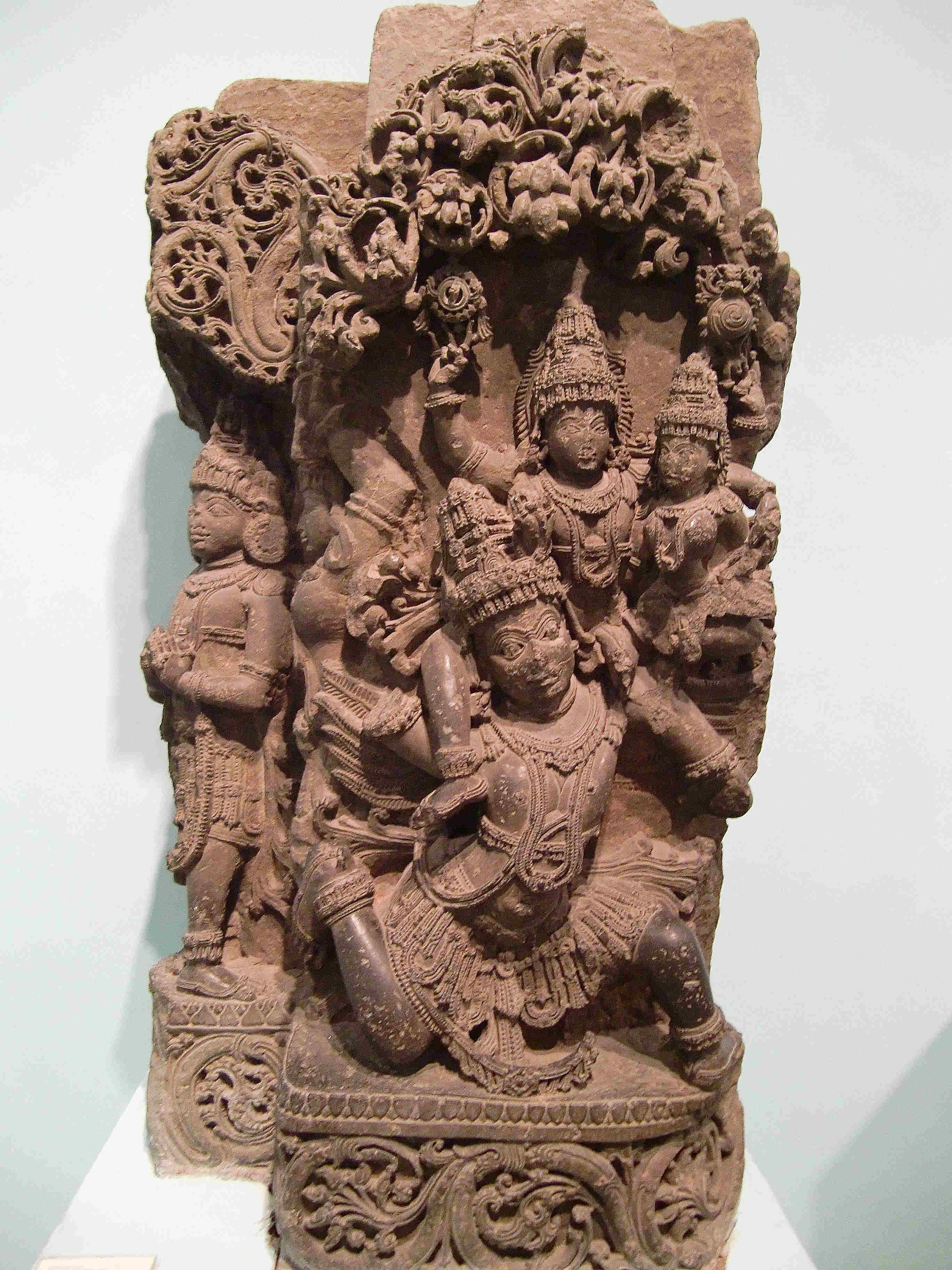
ヴィシュヌとラクシュミーを肩に乗せたガルーダ
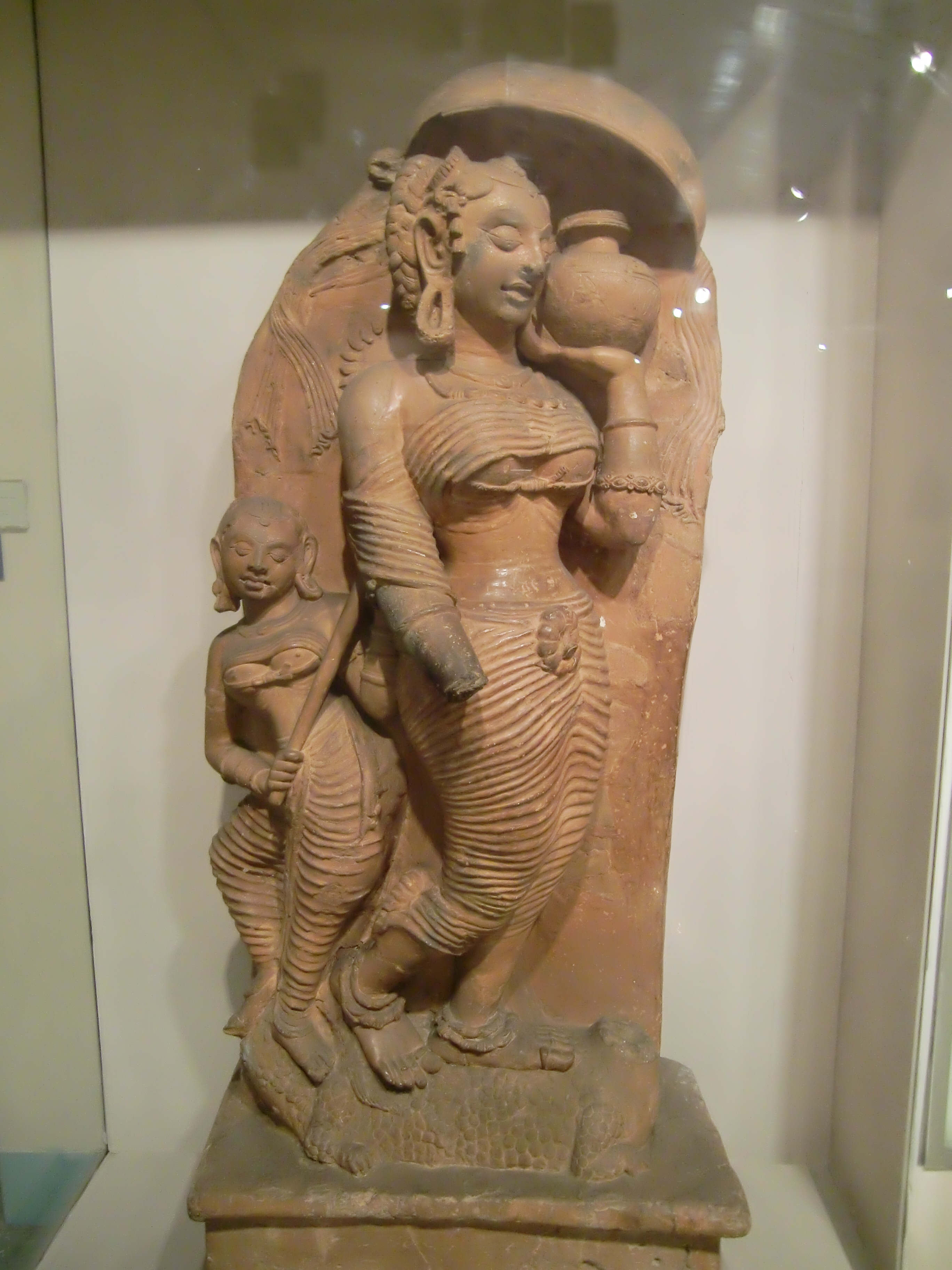
ワニに乗るガンジス川の女神ガンガー 素焼きの像 10世紀

### コイン

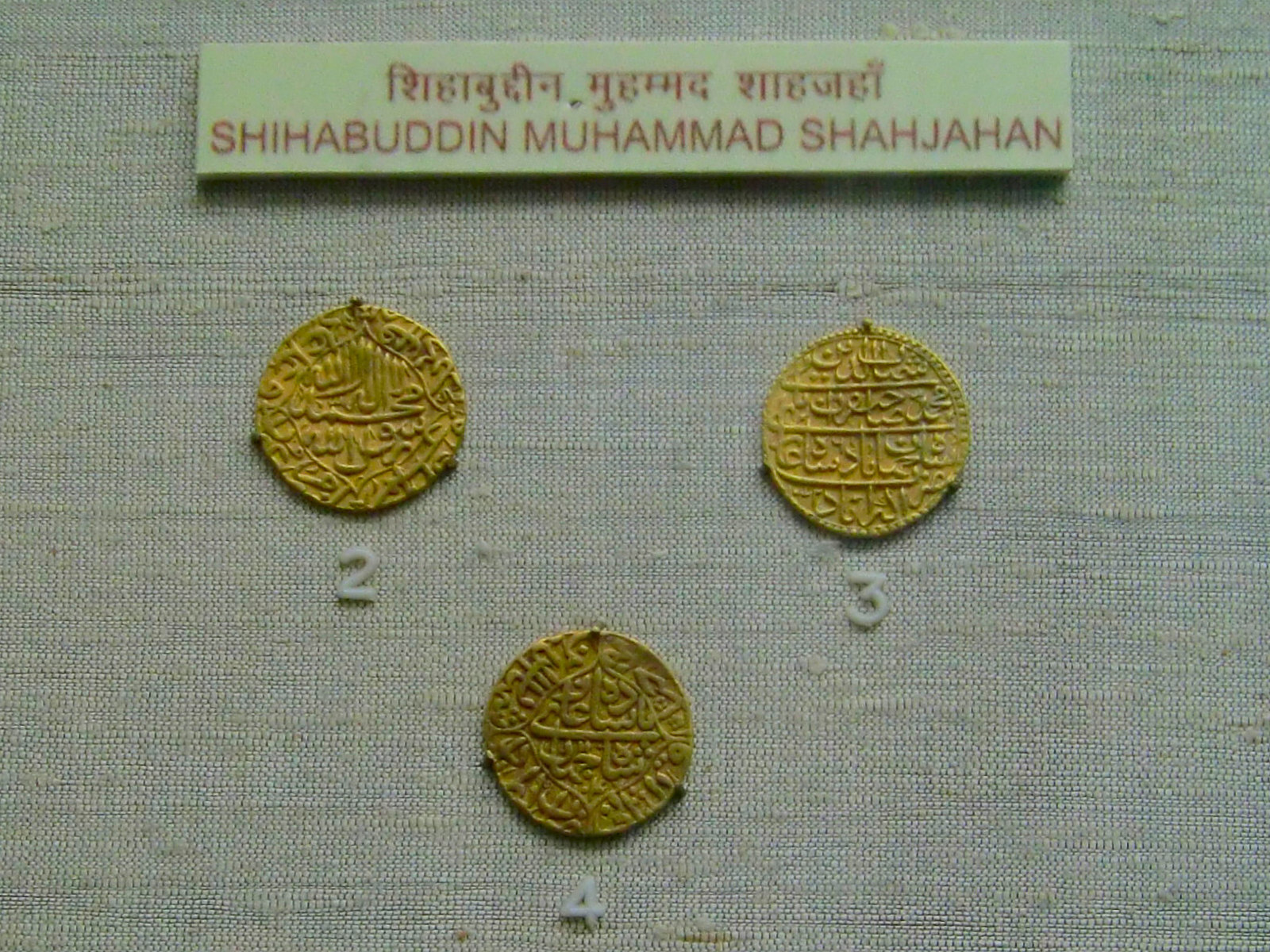
タージ・マハルを作ったシャー・ジャハーン帝時代の金貨

インド国内で鋳造された非常に多岐にわたる金貨・銀貨・銅貨などのコイン類の実物や、鋳造作業を模型や人形で再現したものなどが展示されている。インドの各王朝が鋳造したコイン類も豊富だが、イギリス植民地時代にイギリスの通貨として鋳造された多種類のコインも合わせて展示されている。また別室では写真による詳細なインド貨幣の変遷の歴史が展示されている。

### その他
ヒンドゥー教の神話を描いた絵画や、歴代王朝の歴史を描いたミニアチュールが豊富に展示されている。インド各地の工芸品や、少数民族の風俗・衣装を展示した部屋もある。ムガル帝国時代の武器・楯・甲冑の展示物は、実物大の模型の象の武装など日本の武器・甲冑と比べると興味深い。またインド海軍の展示室もある。

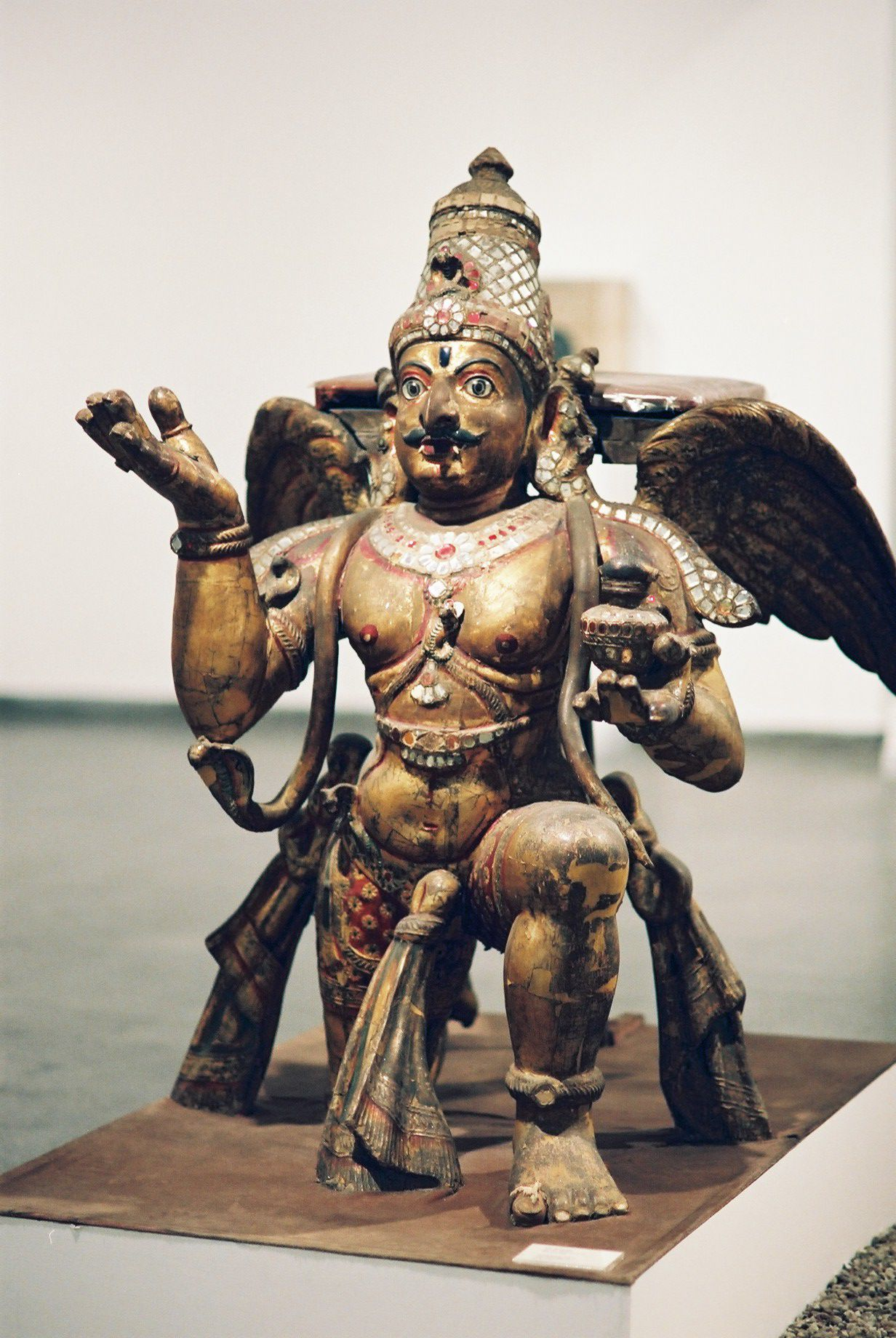
等身大のガルーダ像 19世紀南インドの工芸品
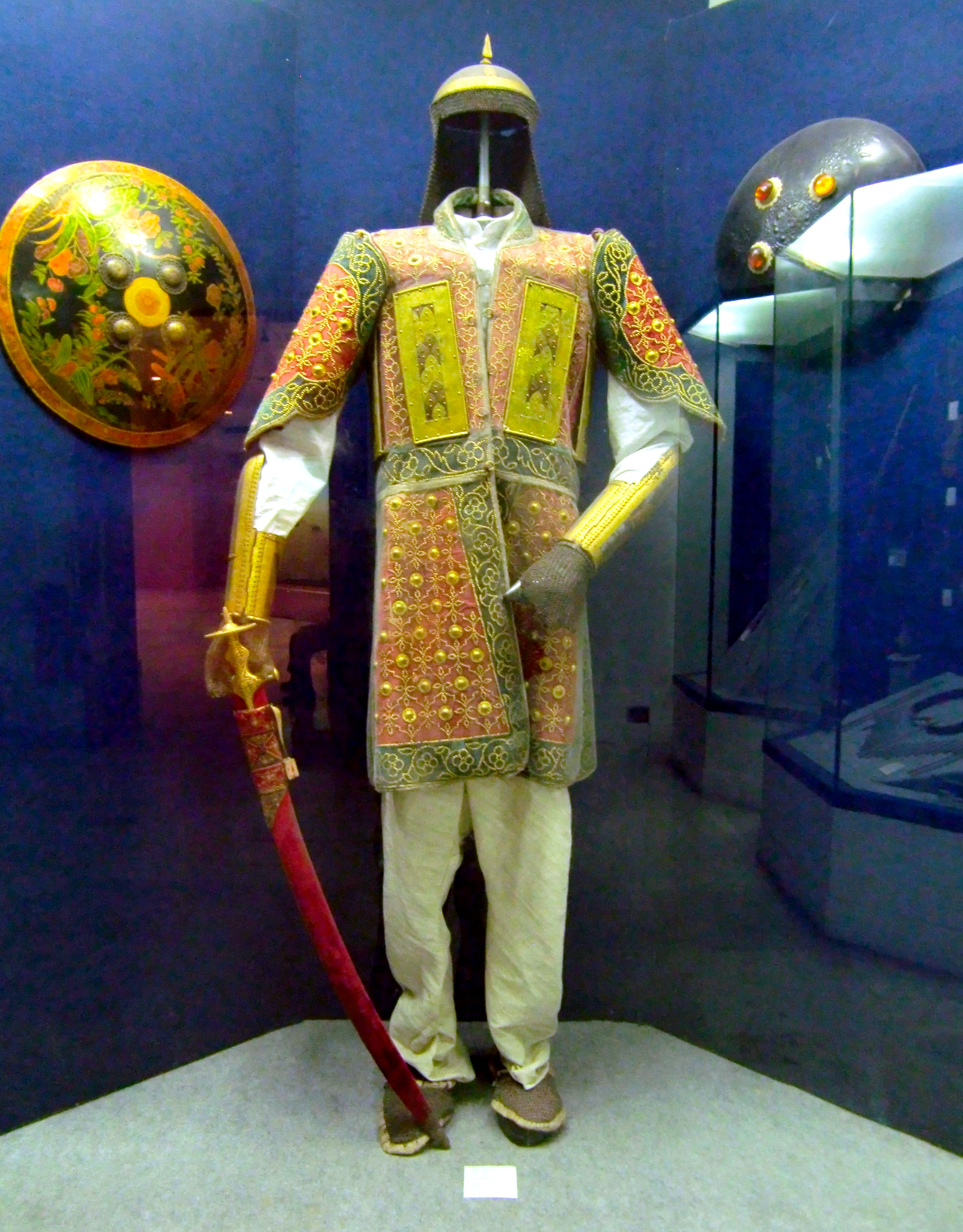
18世紀の戦闘鎧と楯 インド ラージャスターン州

## 併設されている施設
2階にインド各地の美術品、工芸品やインドに関する書籍を扱っている売店、3階に喫茶軽食用のレストランが設置されている。また2階の一部は研究施設となっており、一般客は立ち入り禁止である。

## 入館について
インド各地の観光施設同様に、外国人向けの料金はインド国民に比べて非常に高く設定されている。そのかわり英語、フランス語、ドイツ語、日本語の話者にはヘッドフォンによる解説が準備されており、外国人用のチケットを見せれば無料で貸し出してくれる。またカメラの館内持ち込みは有料で認められているがビデオは不可である。全ての展示物の解説はヒンディー語と英語が併記されている。